# The Seven Pearls
The Seven Pearls è un serial del 1917 diretto da Louis J. Gasnier e Donald MacKenzie. Gli interpreti principali erano Creighton Hale e Mollie King. Il soggetto era una storia scritta per lo schermo da Charles W. Goddard: il serial fu prodotto dalla Astra Film in quindici episodi di un rullo ciascuno per una durata complessiva di circa 153 minuti.

## Trama
Ilma, una ragazza americana cresciuta in Turchia, arriva a New York per recuperare sette perle rubate al sultano. Se non riuscirà a recuperarle, sarà costretta a entrare nell'harem. In caso contrario, Mustapha Bey, suo padre adottivo, verrà decapitato. Ilma, che viene aiutata nella sua impresa da Harry Drake, si trova a dover affrontare i malvagi Perry Mason e Stayne.

## Produzione
Il film fu prodotto dall'Astra Film.

## Distribuzione
Distribuito dalla Pathé Exchange, il serial uscì nelle sale cinematografiche statunitensi il 16 settembre 1917. Il film viene considerato perduto, tranne alcuni frammenti conservati negli archivi della Library of Congress (Public Archives of Canada/Dawson City collection).

### Uscite
1. episodio The Sultan's Necklace: 16 settembre 1917
2. episodio The Bowstring: 23 settembre 1917
3. episodio The Air Peril: 30 settembre 1917
4. episodio Amid the Clouds:  7 ottobre 1917
5. episodio Between Fire and Water: 14 ottobre 1917
6. episodio The Abandoned Mine: 21 ottobre 1917
7. episodio The False Pearl: 28 ottobre 1917
8. episodio The Man Trap:  4 novembre 1917
9. episodio The Message on the Wire: 11 novembre 1917
10. episodio The Hold-Up: 18 novembre 1917
11. episodio Gems of Jeopardy: 25 novembre 1917
12. episodio Buried Alive:  2 dicembre 1917
13. episodio Over the Falls:  9 dicembre 1917
14. episodio The Tower of Death: 16 dicembre 1917
15. episodio The Seventh Pearl: 23 dicembre 1917